# Renault Type S
La Renault Type S est un modèle d'automobile du constructeur automobile Renault de 1903.

## Historique
Le Type S est une version extrapolée du Type N (a et b).